# Insert (SQL)
INSERT — оператор языка SQL, который позволяет добавить строки в таблицу, заполняя их значениями. Значения можно вставлять перечислением с помощью слова values и перечислив их в круглых скобках через запятую или оператором select.

## Примеры использования
Используя перечисление значений, с указанием столбцов:
```
insert
 
into
 
<
название
 
таблицы
>
 
([
<
Имя
 
столбца
>
,
 
...
 
])
 
values
 
(
<
Значение
>
,...)

```

Например:
```
INSERT
 
INTO
 
phone_book
 
(
name
,
 
number
)
 
VALUES
 
(
'John Doe'
,
 
'555-1212'
);

```

Используя перечисление значений, без указания столбцов:
```
insert
 
into
 
<
название
 
таблицы
>
 
values
 
(
<
Значение
>
,...)

```

Например:
```
INSERT
 
INTO
 
phone_book
 
VALUES
 
(
'John Doe'
,
 
'555-1212'
);

```

Используя select:
```
insert
 
into
 
<
название
 
таблицы
>
 
select
 
<
имя
 
столбца
>
,...
 
from
 
<
название
 
таблицы
>

```

В последнем случае, в таблицу может вставиться более одной записи.
Если в таблице есть другие поля требующие заполнения, но не указанные в операторе insert, для них будет установлено значение по умолчанию, либо null, если значение по умолчанию не указано.

### Альтернативный синтаксис оператора INSERT
В некоторых СУБД, например, MySQL, существует альтернативный синтаксис оператора INSERT, в котором значения присваиваются столбцам при помощи ключевого слова SET:
```
insert
 
into
 
<
название
 
таблицы
>
 
set
 
<
имя
 
столбца
1
>
 
=
 
<
значение
1
>
,
 
<
имя
 
столбца
2
>
 
=
 
<
значение
2
>
...

```

## Особенности
Во время выполнения оператора могут возникнуть ошибки:
- если при создании таблицы для поля был указан параметр not null и не было определено значение по умолчанию (см. create), то при отсутствии для него вставляемого значения возникнет ошибка. Решение очевидно:
  - либо убрать параметр not null
  - либо указать значение по умолчанию
  - либо вставить значение
- если произойдет попытка вставки в поле с типом identity (автоинкремент), то также произойдет ошибка. Решить проблему можно двумя способами:
  - не вставлять значение в это поле
  - указать опцию identity_insert on после чего вставить уникальное значение для этого столбца

## Опция identity_insert (MS SQL Server)
эта инструкция не будет работать, нужно указывать имя таблицы.
Включить опцию:
```
 
SET
 
IDENTITY_INSERT
 
table
 
{
 
ON
 
|
 
OFF
 
}

```

После включения этой опции можно вставлять значения в поля, определенные как identity. Нужно учесть, что значение должно быть уникальным.
Включать эту опцию без явной необходимости не рекомендуется. Однако, её следует использовать в записях, в которых нужно сменить некоторые столбцы, не поменяв её identity столбец (например, если по этому столбцу делается связь с другой таблицей)

## Получение ключа
Разработчики, которые используют суррогатный ключ в качестве первичного ключа, часто сталкиваются со сценарием, когда необходимо получить первичный ключ (для использования в других запросах), сгенерированный базой данных в ответ на оператор SQL INSERT. Но большинство систем не позволяют оператору SQL INSERT возвращать данные. Возможные способы решения:
- Использовать характерную для данной БД хранимую процедуру, которая генерирует суррогатный ключ, исполняет операцию INSERT, и возвращает сгенерированный ключ. Например, в Microsoft SQL Server, ключ возвращается специальной функцией SCOPE_IDENTITY(), а в SQLite функцией last_insert_rowid().
- Использовать характерную для данной БД операцию SELECT над временной таблицей, содержащей последнюю добавленную строку (или строки). DB2 реализует эту возможность следующим образом:

```
SELECT
 
*

FROM
 
FINAL
 
TABLE
 
(
 
INSERT
 
INTO
 
phone_book
 
VALUES
 
(
 
'Peter Doe'
,
'555-2323'
 
)
 
)
 
AS
 
t

```

DB2 для z/OS реализует эту возможность следующим образом:
```
SELECT
 
EMPNO
,
 
HIRETYPE
,
 
HIREDATE
 

FROM
 
FINAL
 
TABLE
 
(
INSERT
 
INTO
 
EMPSAMP
 
(
NAME
,
 
SALARY
,
 
DEPTNO
,
 
LEVEL
)
 
VALUES
(
’
Mary
 
Smith
’
,
 
35000
.
00
,
 
11
,
 
’
Associate
’
));

```

- Используя оператор SELECT после оператора INSERT, со специальной функцией, которая в данной БД возвращает сгенерированный первичный ключ для последней добавленной строки.
- Используя уникальную комбинацию полей, которые входили в исходный оператор SQL INSERT, в последующих вызовах оператора SELECT.
- Используя GUID в операторе SQL INSERT, получить результат через оператор SELECT.
- Используя функцию PHP mysql_insert_id() для MySQL после оператора INSERT.
- используя INSERT с последующим SELECT LAST_INSERT_ID() для MySQL.
- Используя оператор INSERT с предложением OUTPUT (Transact-SQL) начиная с Microsoft SQL Server 2005.

```
DECLARE
 
@
table
 
TABLE
 
(

	
[
id
]
 
[
smallint
]
 
IDENTITY
(
1
,
1
)
 
NOT
 
NULL
,

	
[
name
]
 
[
nchar
](
50
)
 
NULL
);

 

INSERT
 
INTO
 
@
table

    
OUTPUT
 
INSERTED
.
id

VALUES
 
(
'Peter Doe'
);

```

- Используя оператор INSERT с модификатором RETURNING для PostgreSQL (с версии 8.2) и Firebird (с версии 2.0). Возвращаемый список идентичен результату оператора SELECT.

```
INSERT
 
INTO
 
phone_book
 
VALUES
 
(
 
'Peter Doe'
,
'555-2323'
 
)

RETURNING
 
phone_book_id

```

- Используя оператор INSERT с модификатором RETURNING для Oracle. Такой же синтаксис используется в Firebird для процедур, триггеров и блоков исполнения.

```
INSERT
 
INTO
 
phone_book
 
VALUES
 
(
 
'Peter Doe'
,
'555-2323'
 
)

RETURNING
 
phone_book_id
 
INTO
 
v_pb_id

```

- Функция IDENTITY() в H2 возвращает последний добавленный (ключ?)

```
SELECT
 
IDENTITY
();

```